# Моссіс
Моссіс (англ. Mosses) — місто (англ. town) в США, в окрузі Лаундс штату Алабама. Населення — 834 особи (2020).

## Географія
Моссіс розташований за координатами 32°11′20″ пн. ш. 86°40′45″ зх. д. / 32.18889° пн. ш. 86.67917° зх. д. (32.188824, -86.679190).  За даними Бюро перепису населення США в 2010 році місто мало площу 12,37 км², з яких 12,28 км² — суходіл та 0,10 км² — водойми.

## Демографія
Згідно з переписом 2010 року, у місті мешкало 1029 осіб у 369 домогосподарствах у складі 270 родин. Густота населення становила 83 особи/км².  Було 409 помешкань (33/км²).
Расовий склад населення:
| - 97,9 % — чорних або афроамериканців - 1,5 % — білих |

До двох чи більше рас належало 0,1 %. Частка іспаномовних становила 1,8 % від усіх жителів.
За віковим діапазоном населення розподілялося таким чином: 26,7 % — особи молодші 18 років, 63,1 % — особи у віці 18—64 років, 10,2 % — особи у віці 65 років та старші. Медіана віку мешканця становила 34,7 року. На 100 осіб жіночої статі у місті припадало 86,8 чоловіків;  на 100 жінок у віці від 18 років та старших — 81,2 чоловіків також старших 18 років.
Середній дохід на одне домашнє господарство  становив 26 296 доларів США (медіана — 15 240), а середній дохід на одну сім'ю — 29 063 долари (медіана — 15 865). За межею бідності перебувало 55,8 % осіб, у тому числі 63,7 % дітей у віці до 18 років та 55,9 % осіб у віці 65 років та старших.
Цивільне працевлаштоване населення становило 297 осіб. Основні галузі зайнятості: освіта, охорона здоров'я та соціальна допомога — 32,0 %, виробництво — 30,3 %, науковці, спеціалісти, менеджери — 7,4 %, оптова торгівля — 6,1 %.